# 1480 az irodalomban
Az 1480. év az irodalomban.

## Halálozások
- május 19. – Jan Długosz latin nyelven író késő középkori lengyel történetíró (* 1415)
- 1480 körül – Antón de Montoro 15. századi spanyol szatirikus költő, áttért zsidó (* 1404 körül)